# Kurt Gottlob

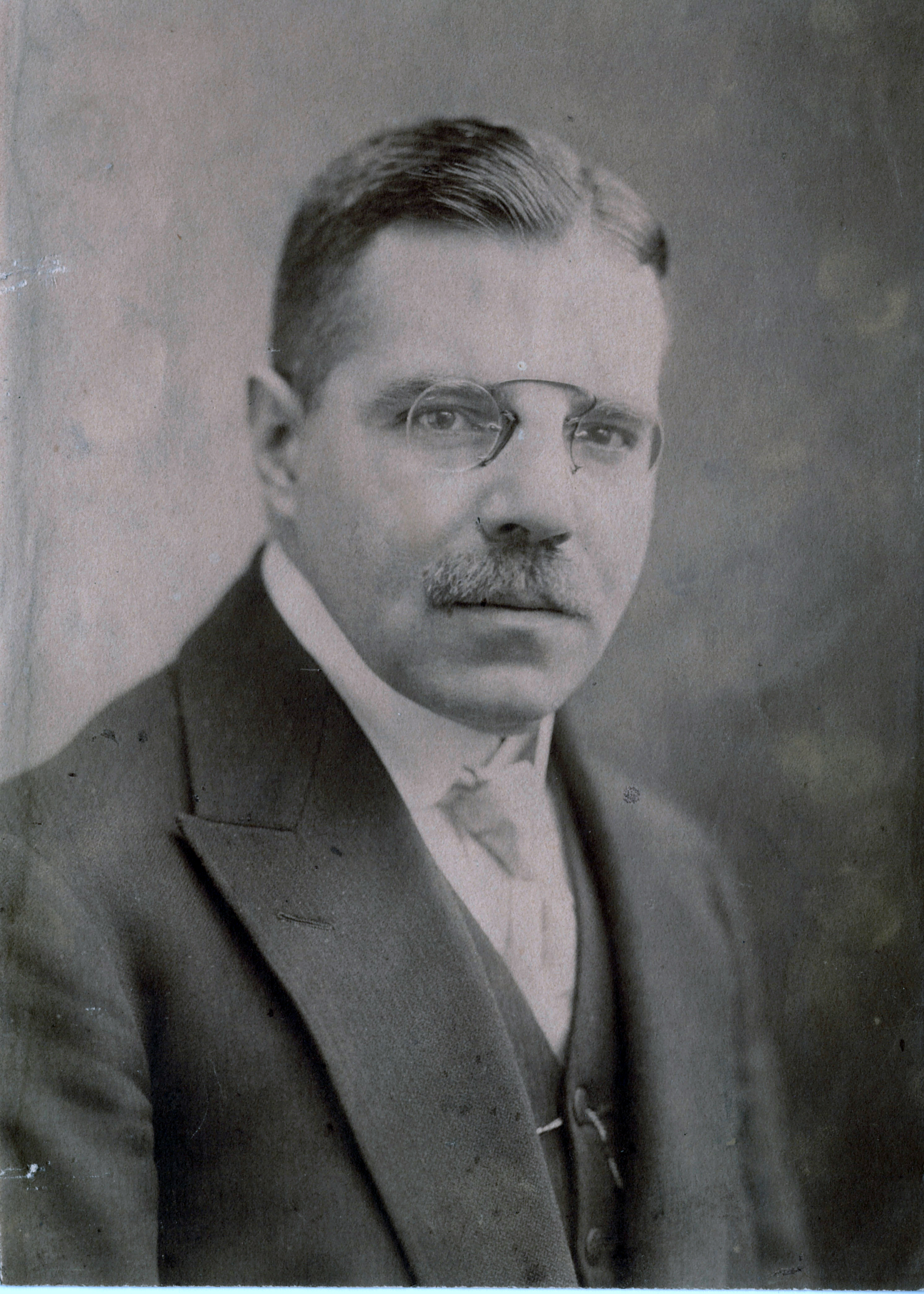
Kurt Gottlob

Kurt Viktor Gottlob (* 1. Februar 1881 in Brünn; † 23. April 1925 in Wien) war ein österreichischer Chemiker. Er gilt als Begründer der Emulsionspolymerisation und einer der Entdecker der organischen Vulkanisationsbeschleuniger. Gottlob war maßgeblich an der Entwicklung von Methylkautschuk, dem ersten synthetischen Kautschuk, beteiligt.

## Leben
Kurt Viktor Gottlob entstammte einer mährischen jüdischen Familie und war der jüngste Sohn des Schauspielerehepaars Maximilian Gottlob (1849–1918) und Sara Gottlob. Maximilian Gottlob hatte die seinerzeit renommierte Wiener Schauspielschule Otto gegründet, zu deren Schülern u. a. Paul Hörbiger gehörte. Zum weiteren Familienkreis zählte auch die Schriftstellerin Rosa Barach (geb. Gottlob, 1840–1913). 
Kurt Gottlob legte 1901 am Akademischen Gymnasium in Wien seine Matura ab. Zu seinen Klassenkameraden zählten der Nationalökonom Ludwig von Mises und der Rechtsphilosoph Hans Kelsen. Nach einjährigem freiwilligen Militärdienst beim k.u.k. Infanterie-Regiment Hoch- und Deutschmeister Nr. 4 studierte Kurt Gottlob Chemie mit dem Abschluss Diplom-Ingenieur an der Technischen Hochschule Karlsruhe und promovierte 1906 an der Universität Kiel beim seinerzeit führenden Kautschukchemiker Carl Dietrich Harries (1866–1923) mit einem Thema der Kautschukchemie.
Nach seiner Promotion war Gottlob zunächst bei der Gummifabrik in Vysočan bei Prag tätig. 1911 trat er in Elberfeld als Abteilungsleiter in die Kautschukforschung der „Farbenfabriken, vorm. Friedrich Bayer & Co.“ (heute Bayer AG) ein.
Mit Ausbruch des Ersten Weltkriegs meldete er sich 1914 als Freiwilliger zum Militärdienst in den österreichischen Streitkräften. Nach Verwundung und militärischer Auszeichnung kehrte er 1915 wieder in die Kautschukforschung zu den Farbenfabriken, nun nach Leverkusen, zurück. Trotz aller Bemühungen konnte das Eigenschaftsniveau von Naturkautschuk mit Methylkautschuk nicht erreicht werden. Im Ersten Weltkrieg erlangte Methylkautschuk als Ersatzstoff für Naturkautschuk Bedeutung.
Nach Kriegsende 1918 stellten die Farbenfabriken die Arbeiten am Synthesekautschuk ein, da mittlerweile asiatischer Plantagen-Kautschuk zu einem Preisverfall bei Naturkautschuk geführt hatte. Gottlob verließ die Farbenfabriken und ging wieder nach Österreich. Nach einer vierjährigen Tätigkeit bei der Skoda-Wetzler AG in Moosbierbaum bei Tulln wurde er Direktor bei den Fama-Gummi-Werken in Atzgersdorf bei Wien. Die Fama-Werke wurden 1923 Teil des Semperit-Konzerns.
Kurt Gottlob starb am 23. April 1925 in Wien an den Folgen einer Blutvergiftung.
Kurt Gottlob war seit 1913 mit Hedwig Bierhoff (1893–1978), mit der er zwei Kinder hatte, verheiratet. Der Sohn Rainer (1908–2008) wurde Professor für experimentelle Chirurgie in Wien, sein Enkel Georg Gottlob ist Professor für Informatik an der Universität Oxford und an der TU Wien.

## Werk
Kurt Gottlob entwickelte 1911 die sog. Isoprenlampe, eine Apparatur zur Darstellung von Isopren durch Zersetzung von Terpentinöl an einem Glühkontakt. Damit wurde erstmals Isopren, der Grundbaustein des Naturkautschuks, für die Polymerforschung im Labormaßstab einfach zugänglich. Das 1913 erteilte Patent wurde von den Farbenwerken, vorm. Friedr. Bayer & Co. (heute Bayer AG) angekauft.
Im Oktober 1906 hatte Carl Duisberg (1861–1935) eine Arbeitsgruppe unter der Leitung von Fritz Hofmann (1866–1956) mit der Darstellung synthetischen Kautschuks beauftragt. 1909 war die Wärmepolymerisation mehrerer 1,3-Diene (2,3-Dimethyl-1,3-butadien; 2-Methyl-1,3-butadien= Isopren; 1,3-Butadien) gelungen. Das Polymere des 2,3-Dimethyl-1,3-butadiens, welches als Methylkautschuk bezeichnet wurde, schien als Ersatzstoff für Naturkautschuk besonders geeignet zu sein. Der Methylkautschuk erwies sich als noch nicht industrialisierungsfähig. Im Rahmen der Arbeiten zur Verbesserung des Methylkautschuks lieferte Kurt Gottlob Beiträge, die für die Kautschuktechnologie von grundlegender Bedeutung wurden:
1912 gelang Kurt Gottlob eine wesentliche Verbesserung des Polymerisationsprozesses von Butadien-Kohlenwasserstoffen, indem er die Umsetzung in wässrigen Emulsionen mit Eiweiß und ähnlichen Stoffen durchführte. Das 1914 patentierte Verfahren gilt als Beginn der Emulsionspolymerisation. Gottlobs Elberfelder Kollege Eduard Tschunkur (1874–1946) entwickelte den Prozess gemeinsam mit Walter Bock (1895–1948) zur Produktionsreife weiter. Das mit Natrium als Katalysator nach dem Emulsionsverfahren hergestellte Copolymerisat von Styrol und 1,3-Butadien wurde unter dem Handelsnamen Buna der erste wirtschaftlich bedeutsame synthetische Kautschuk.
1912 wurde auch der erste organische Vulkanisationsbeschleuniger beschrieben. Kurt Gottlob fand gemeinsam mit Fritz Hofmann, dass der Zusatz von Piperidin nicht nur die Oxidationsbeständigkeiten von Rohmischungen und Vulkanisaten von Synthese- und Naturkautschuk verbessert, sondern dass die für die Vulkanisation benötigte Zeit sehr stark verkürzt wird: Darüber hinaus enthielten die mit Vulkanisationsbeschleuniger hergestellten Vulkanisate deutlich mehr unextrahierbaren Schwefel und wiesen bessere mechanische Eigenschaften auf. Die Farbenfabriken ließen eine breite Palette von aliphatischen, cycloaliphatischen und heterocyclischen Aminen als Vulkanisationsbeschleuniger patentrechtlich schützen. Diese organischen Beschleuniger entwickelten sich bei den Farbenfabriken unter dem Handelsnamen Vulkazit zu einer sehr erfolgreichen Produktpalette, die bis heute von Lanxess fortgeführt wird. Neben Gottlob gilt auch George Oenslager (1873–1956) als Erfinder der Vulkanisationsbeschleuniger. Er verwendete 1906 Anilin als Vulkanisationszusatz, um die Qualität von schlechten Wildkautschuksorten bei der Vulkanisation zu verbessern. Die Arbeiten waren nicht veröffentlicht worden.
Von Kurt Gottlob wurden 1912 auch erstmals organische Verbindungen, z. B. Azopigmente als Gummifarbstoffe eingesetzt.

## Schriften

### Bücher
- Der für das Jahr 1906 erstmals erschienene „Kalender für die Gummiindustrie“, dessen Herausgabe Kurt Gottlob 1910 bis 1914 von Edgar Herbst übernahm, war ein jährlich erscheinendes und weit verbreitetes Periodikum, das Kurt Gottlob in der gesamten deutschsprachigen Gummiindustrie bekannt machte. Nach zehnjähriger Pause gab Kurt Gottlob für 1925 den Kalender erneut heraus. Nach seinem Tode führten Ernst A. Hauser und Kurt Maier den Kalender bis 1931 weiter.
- Kurt Gottlobs „Technologie der Gummiwaren“, (1. Auflage 1915, 2. Auflage 1925) war ein Standardwerk der deutschen Kautschukliteratur, das auch in einer englischsprachigen Ausgabe erschien

### Übersichtsartikel
- K. Gottlob, „Über Vulkanisationbeschleuniger“, Gummizeitung 30, 303–308, 326–337 (1916)
- K. Gottlob, „Acht Jahre Arbeit am künstlichen Kautschuk“, Gummizeitung 33, 508–509, 534–535, 551–553, 576–577, 599–600 (1919)